# Союз еврейских общин Польши

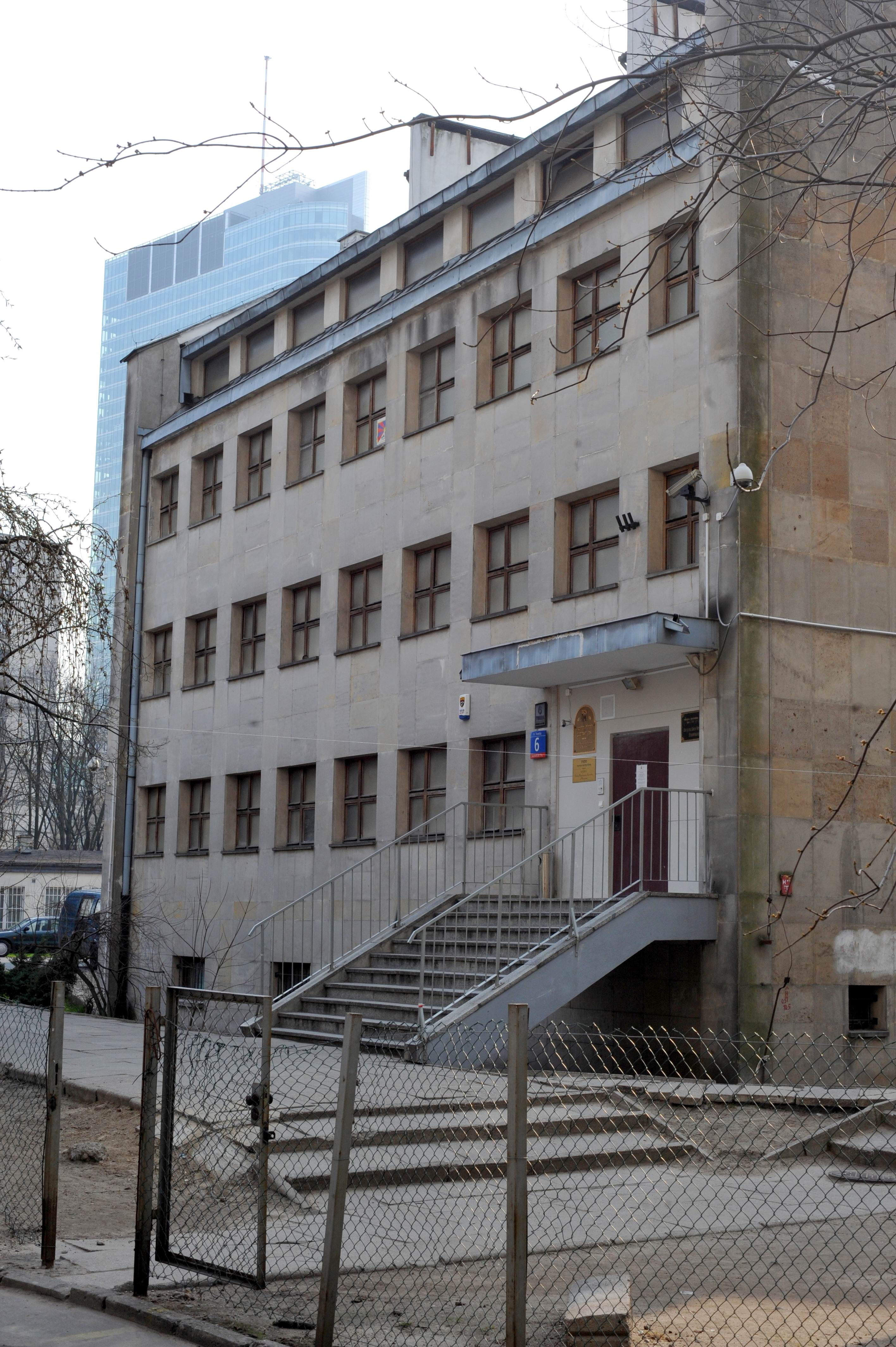
Главная квартира ZGWŻ в Варшаве

Союз еврейских общин Польши (пол. Związek Gmin Wyznaniowych Żydowskich w RP (ZGWŻ)) — польская религиозная организация, в виде федерации еврейских общин, насчитывающая порядка 1200 членов.

## Деятельность союза
Союз действует на основании «Закона об отношении государства к еврейским общинам в Польской Республике» (пол. Ustawa z dnia 20 lutego 1997 r. o stosunku Państwa do gmin wyznaniowych żydowskich w Rzeczpospolitej Polskiej), принятом Сеймом 20 февраля 1997 года. Зарегистрирована в 1993 году, как наследница организации «Религиозный союз религии Моисея» (Związek Religijny Wyznania Mojżeszowego), действовавшей с 1949 года (затем распущенной). Формально является продолжателем дела «Еврейской общины», действовавшей в предвоенной Польше.
Занимается организацией еврейской религиозной и общественной деятельности в Польше, а также опекой над еврейскими общинами, содержанием синагог и молитвенных домов, а также еврейских кладбищ. Ежегодно издаёт «Еврейских альманах». Для членов, не являющихся евреями по галахе, проводит курсы подготовки к гиюру.
18 июня 2008 года Союз и Польское телевидение заключили соглашение об включении программ о жизни и деятельности еврейской общины в сетку общественного телевидения. Включаются программы на религиозно-моральные, религиозно-общественные, культурные темы и праздничные молитвы и обряды.

## Выходные дни для членов еврейских общин
На основании Закона от 20 февраля 1997 года, для членов еврейских общин устанавливаются дополнительные выходные дни:
- 1) Лица принадлежащие к еврейским общинам имеют право на освобождение от работы или учёбы на время соответствующее религиозным праздникам, не попадающим на общие выходные дни:

-  — Рош Ха-Шана — 2 дня;
-  — Йом Кипур — 1 день;
-  — Суккот — 2 дня;
-  — Шмини Ацерет — 1 день;
-  — Симхат Тора — 1 день;
-  — Песах — 4 дня;
-  — Шавуот — 2 дня

- 2) Даты праздников устанавливаются в соответствии с еврейским календарём.
- 3) Лицам, принадлежащим к еврейским общинам, даётся право на освобождение от работы или учёбы на время шаббата, длящегося с захода солнца в пятницу, до захода солнца в субботу, а также подобным образом в вышеуказанные праздники.

## Административная структура Союза
В Союз входят восемь общин:

Административная структура ZGWŻ в Польской Республике

- Еврейская религиозная община в Варшаве

- филиал в Люблине

- Еврейская религиозная община во Вроцлаве

- филиал в Валбжихе
- филиал в Жарах

- Еврейская религиозная община в Кракове
- Еврейская религиозная община в Лодзи
- Еврейская религиозная община в Щецине
- Еврейская религиозная община в Катовицах

- филиал в Бытоме
- филиал в Гливицах

- Еврейская религиозная община в Бельско—Бялой
- Еврейская религиозная община в Легнице

и два филиала самого Союза:
- филиал в Гданьске
- филиал в Познани

а также Комиссия общественной помощи при ZGWŻ
административное деление основывается на границах воеводств в 1975—1998 годах.
ZGWŻ является членом ряда международных организаций, в том числе: Европейского еврейского конгресса, Европейского совета еврейской общественности, а также фонда охраны еврейского наследия в Польше. Деятельность Союза финансируется Министерством Культуры и национального наследия Польской Республики, а также частными спонсорами.

## Руководство Союза

### Президенты Союза
- 1993—1997 — Павел Вальдштейн
- 1997—2003 — Ежи Кихлер
- с 2003 — Пётр Кадлчик

### Раввины
- 1988—1999 — Пинхас Менахем Йоскович — главный раввин Польши, главный раввин Варшавы
- 1999—2000 — Барух Рабинович — раввин Варшавы
- с 2000 — Михаэль Йосеф Шудрих — главный раввин Польши, главный раввин Варшавы и Лодзи
- 2002—2003 — Иван Кайне — главный раввин Вроцлава
- 2004—2006 — Шломо Зелиг Аврасин — помощник главного раввина Варшавы
- 2005—2006 — Авраам Флакс — главный раввин Кракова
- с 2005 — Эдгар Глюк — главный раввин Галиции
- 2006—2008 — Мордехай Гольдберг — помощник главного раввина Варшавы
- с 2006 — Боаз Паш — главный раввин Кракова
- 2006—2011 — Ицхак Рапопорт — главный раввин Вроцлава и Силезии
- 2007—2009 — Эфраим Мейслес — глава кагала Варшавы
- 2008—2010 — Пинхас Жарчинский — помощник главного раввина Варшавы
- 2009—2010 — Шломо Кучера — главный раввин Верхней Силезии
- 2009—2012 — Даниэль Симонс — глава кагала Варшавы
- с 2010 — Йеошуа Элис — главный раввин Верхней Силезии
- с 2010 — Стас Войцехович — глава варшавской общины прогрессивного иудаизма
- с 2011 — Тисон Хербергер — помощник главного раввина Варшавы
- с 2012 — Самуэль Розенберг — главный раввин Вроцлава

## Действующие синагоги под опекой Союза
- Новая синагога в Гданьске ул. Партизан № 7
- Синагога РЕМУ в Кракове ул. Шерока № 40
- Синагога Темпль в Кракове ул. Мёдова № 24
- Синагога Иешивы Люблинских Мудрецов ул. Любартовска № 85
- Синагога Рейхеров в Лодзи ул. Революции 1905 года № 28
- Синагога Ножиков в Варшаве ул. Тварда № 6
- Синагога под белым аистом во Вроцлаве ул. Влодковица № 9
- Синагога в Бельско-Бяла ул. 3 мая № 7
- Синагога в Бытоме пл. Грюнвальдская № 6
- Синагога в Гливице ул. Дольне Валы № 2
- Синагога в Катовицах ул. Млыньска № 13
- Синагога в Легнице ул. Хойновска № 12
- Синагога в Лодзи ул. Поморская № 18
- Синагога в Познани ул. Ставна № 10
- Синагога в Щецине ул. Немцевича № 2
- Синагога в Вальбжихе ул. Мицкевича № 18
- Малая синагога Вроцлава ул. Влодковица № 9
- Синагога в Жарах Заулок Клашторный № 3